# 阿爾馬人
阿爾馬人，是生活在馬里尼日爾河中游的一個民族，他們是16世紀入侵西非桑海帝国的摩洛哥軍隊後裔，他們得名自阿拉伯字ar-rumah，即火槍隊。
阿爾馬族與尼日爾西部的兩千萬人口的札爾馬人截然不同，後者早在摩洛哥人入侵前已住在那里，並說札爾馬語，也是桑海語族的一員。

## 人口及分布
到1986年為止，馬里有大約2萬人自認為阿爾馬人，主要是在廷巴克圖附近，尼日爾中游岸邊和內尼日爾三角洲。

## 桑海遠征和後果
在1590年摩洛哥薩阿德王朝派出由四千名摩洛哥人，摩里斯科人難民和歐洲叛徒組成的探險隊，目的是征服桑海帝國的貿易路線，在1591年桑海帝國遭到摧毀之後，摩洛哥人定居到傑內，加奧，廷巴克圖等較大城鎮。但在十年後摩洛哥政府放棄了他們，他們與桑海人通婚並成立了一些小王國。到17世紀末，班巴拉人，圖阿雷格人，富拉尼人和其他力量來控制該地區的帝國和城邦，使阿爾馬成為一個單獨的民族。